# Maddalena Caterina Morano
Maddalena Caterina Morano (15 de novembro de 1847 - 26 de março de 1908) era uma religiosa professa católica romana italiana que era membro das Irmãs Salesianas. Morano serviu como educadora por toda a vida acreditando ser essa a sua vocação; ela serviu como catequista além de educadora.
Morano foi beatificada em Catânia em 5 de novembro de 1994, por ocasião da visita do Papa João Paulo II a duas cidades sicilianas.

## Vida
Maddalena Caterina Morano nasceu em 15 de novembro de 1847 como a sexta de oito filhos de Francesco Morano. Seu pai e sua irmã mais velha morreram em 1855, após a morte de cinco irmãos.
A morte de seu pai e seis de seus irmãos significou que Morano se tornou o único ganha-pão da família. Seu tio padre guiava seus estudos enquanto ela agia como a única provedora para a casa. Aos quatorze anos, o pastor de Buttigliera d'Asti abriu um centro educacional para crianças e ela foi contratada como professora.
Em 1866 ela se formou como professora e queria entrar na vida religiosa, mas foi negado devido à dependência que seus irmãos sobreviventes e sua mãe tinham dela. Apesar disso, ela trabalhou por pouco mais de uma década até 1878 como professora em Montaldo; ela também ensinou catecismo em sua paróquia local.
Morano confessou à sua mãe em 1877 que queria ser freira, mas sua mãe não poderia se sustentar se Morano a deixasse. Aos 30 anos, os vicentinos rejeitaram seu desejo de se tornar freira de clausura. Morano tinha o suficiente para garantir o futuro de sua mãe em 1878 e, portanto, fez disso um foco de suas próprias aspirações de entrar na vida religiosa.
João Bosco a aceitou como salesiana e ela fez a profissão solene no dia 4 de setembro de 1879; os dois se conheceram quando Morano caminhava para Buttigliera d'Asti. Bosco a dissuadiu de ser freira de clausura e pediu a Giovanni Cagliero que a convidasse para a ordem de Bosco. Ela fez seus votos perpétuos em 1880. Em 1881 - a pedido do Arcebispo de Catânia - incumbiu-a de um novo trabalho onde lecionaria, além de lavar e cozinhar.
Em 1881 ela viajou para Trecastagni em Catania e assumiu o comando de um instituto para mulheres existente; nela incutiu princípios dos Salesianos de Dom Bosco e das Irmãs Salesianas. Ela também abriu novas casas e organizou atividades extracurriculares, além de treinar novos professores.
Morano morreu em 26 de março de 1908 de câncer. Quando ela morreu, havia dezoito casas sicilianas que ela abriu com 142 irmãs, 20 noviças e 9 postulantes. Seus restos mortais permaneceram em Ali Terme, em Messina, até 12 de setembro de 1939, quando foram transferidos para uma igreja de Messina administrada pelos Salesianos.

## Beatificação
O processo de beatificação teve início em Catânia em 12 de julho de 1935 e se estendeu até 20 de janeiro de 1942, durante o qual foi recolhida uma documentação para atestar a vida de Morano e suas virtudes, bem como suas obras em nome de Deus. Um processo rogatório foi então realizado em Torino, que durou de 18 de fevereiro de 1936 a 6 de julho de 1936, e outro processo rogatório em Caracas foi realizado de 14 de dezembro de 1936 a 28 de dezembro de 1936. Um processo final - um processo suplementar - foi realizado de 20 de novembro de 1947 a 12 de julho de 1952. O processo apostólico foi dispensado porque não era necessário.
O decreto sobre todos os seus escritos - vital para investigar seu trabalho e vida espiritual - foi aprovado e, portanto, assinado como sendo um acréscimo válido à causa em 29 de maio de 1958.
Esses processos ocorreram apesar do fato de que a Congregação dos Ritos - sob o Papa Paulo VI não concedeu a aprovação formal à causa até 9 de fevereiro de 1967, concedendo-lhe assim o título póstumo de Serva de Deus.
A Congregação dos Ritos decretou que todos os processos realizados eram válidos e os aprovou em 19 de junho de 1970. A postulação compilou e submeteu a Positio a Roma em 1978 e permitiu ao Papa João Paulo II proclamá-la Venerável em 1 de setembro de 1988, por conta de sua vida de virtude heroica.
O milagre necessário para a sua beatificação foi investigado e decretado como uma investigação válida e completa em 19 de junho de 1992. O papa aprovou em 1994 e permitiu que sua beatificação fosse celebrada em 5 de novembro de 1994.

O postulador atual é Pierluigi Cameroni.